# Museo Rodin Bahía
El Museo Rodin Bahia es un museo de arte brasileño ubicado en Salvador de Bahía en el barrio histórico de Graça. El museo lleva el nombre del escultor francés Auguste Rodin y tiene 62 obras de arte del escultor. Además de las obras de Rodin, la colección también incluye obras de muchos otros artistas plásticos tanto brasileños como españoles y otros.
El museo se encuentra en el palacete de las Artes (Palacete das Artes en portugués), un inmueble histórico que data de 1912 que perteneció originalmente al Comendador Bernardo Martins Catharino.

## Historia
La iniciativa de establecer el museo nació en el 2002. Para entonces se había organizado varias exposiciones exitosas en Brasil sobre el escultor. Aunque se esperaba que abriese en el 2003, se inauguró finalmente en el 2009 después de completar las negociaciones iniciadas en el 2007. La apertura del museo coincidió con el año de Francia en Brasil.

## Galería

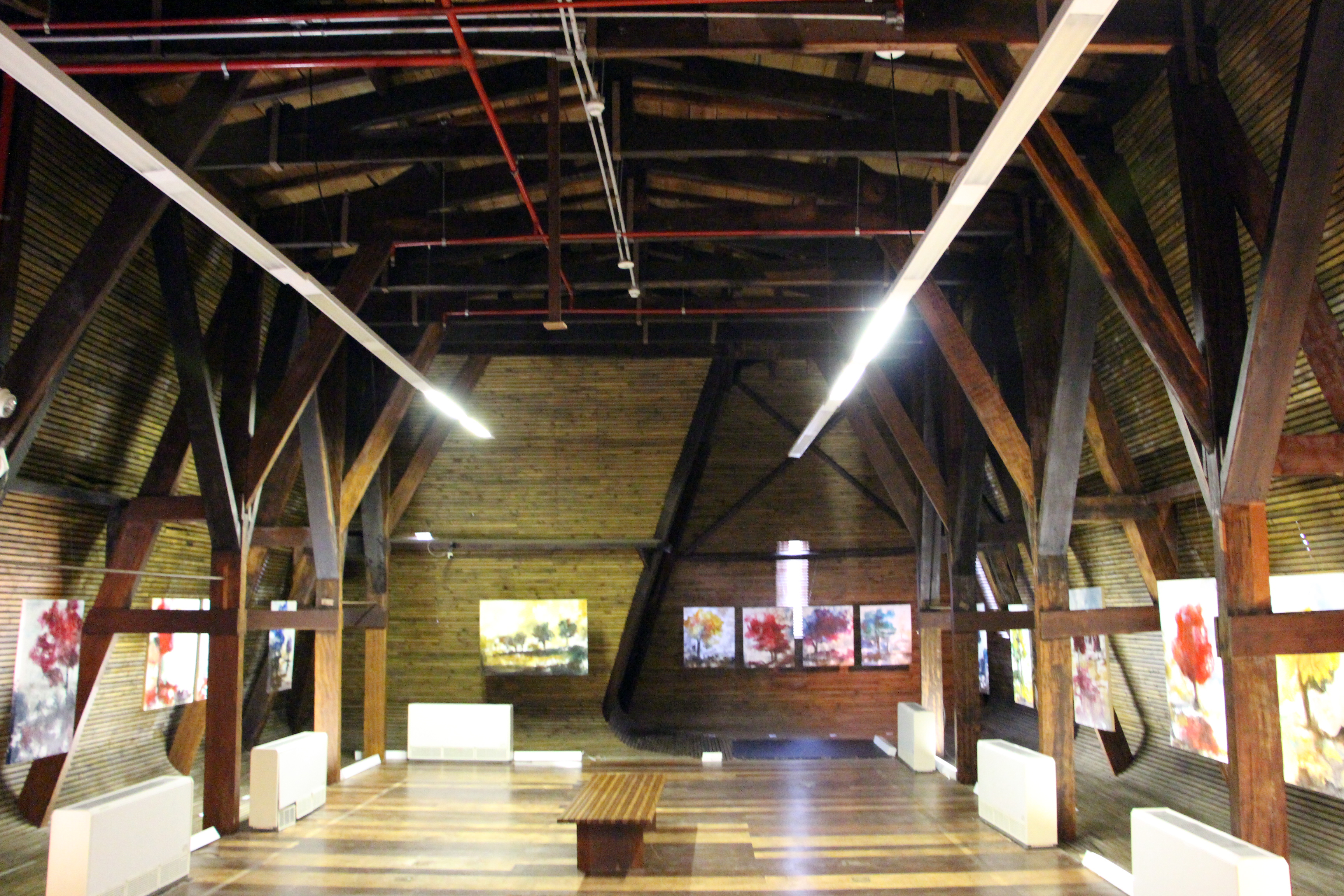
Interior del museo.
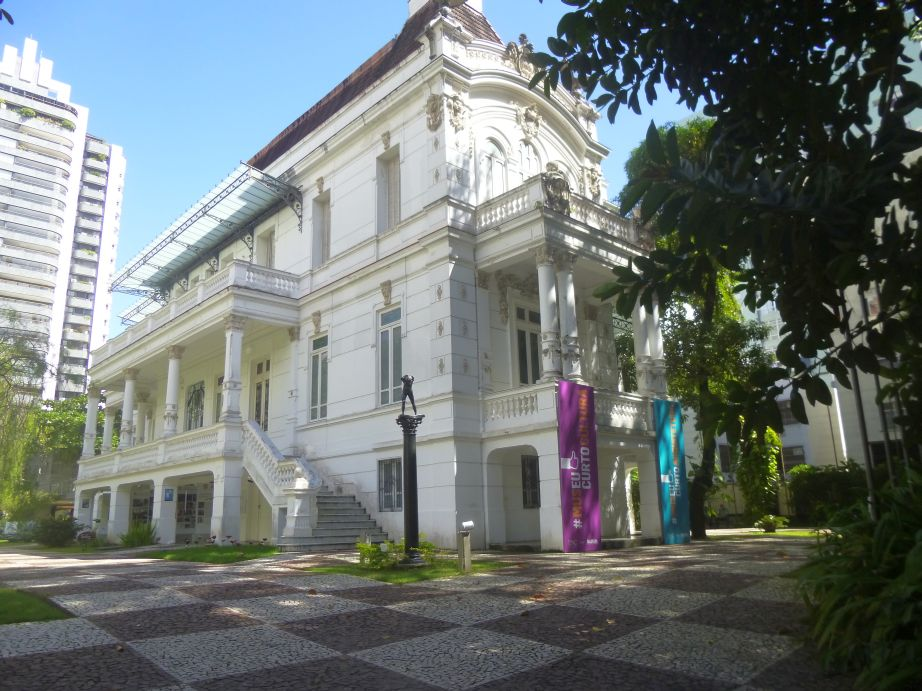
Fachada lateral del museo.
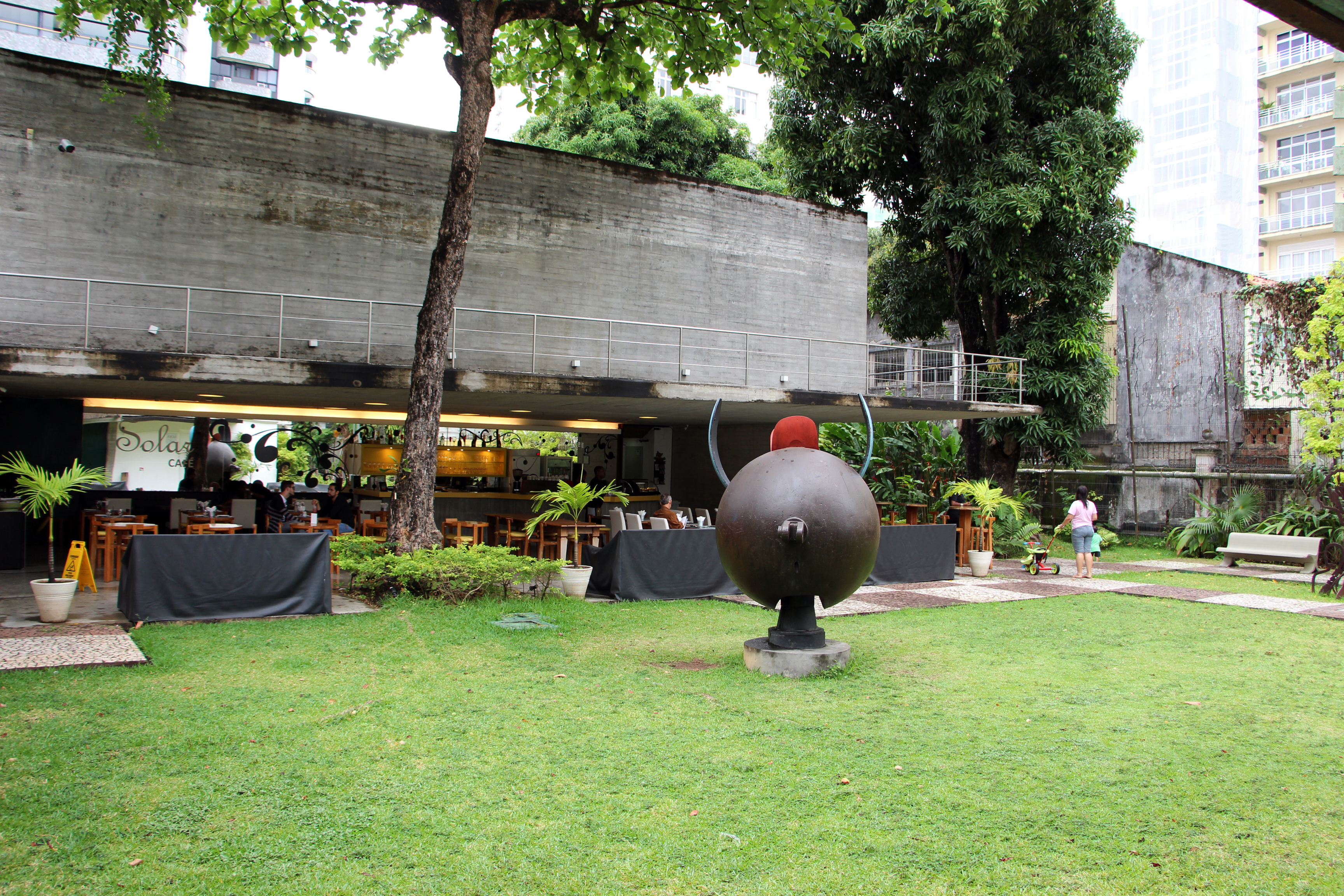
Jardín del museo.